# Cmentarz żydowski w Zakopanem
Cmentarz żydowski w Zakopanem – kirkut znajdujący się na Bachledzkim Wierchu w Zakopanem.
Cmentarz został otwarty 27 grudnia 1931. Ma powierzchnię 8 a. Do wybuchu II wojny światowej pochowano na nim kilkadziesiąt osób. Został zniszczony w 1941 roku przez hitlerowców. Do naszych czasów dotrwało jedynie kilka betonowych i kamiennych płyt oznaczających groby.